# Liste des lacs au Sénégal
La liste des lacs du Sénégal répertorie la liste non exhaustive des lacs présents sur le territoire Sénégalais.

## Lacs notoires et catégories de lacs présents dans le pays
Le lac de Guiers, relié au fleuve Sénégal par le court chenal du Tawey est un lac important au Sénégal. La superficie lacustre va de 120 km2 en basses eaux à 240 km2 durant les crues.

## Liste des lacs au Sénégal
Les lacs saisonniers Tiogo tiaski mare et les bassins versants de Nanija Bolong, ferlo et Baobolong ne sont pas listés parmi les lacs,,.